# Карловачка митрополија
Карловачка митрополија је била независна и самоуправна српска православна црквена област у Хабзбуршкој монархији и, пред крај свог постојања, у Краљевини Срба, Хрвата и Словенаца. Добила је име по свом дугогодишњем седишту, Сремским Карловцима. У почетку је имала аутономни статус у оквиру Пећке патријаршије, да би је после укидања ове патријаршије Васељенска црква прећутно признала за потпуно независну и самоуправну.
Од 1848. до 1920. митрополит карловачки је почасно носио титулу патријарха српског, коју Васељенска црква, међутим, није признавала. Последњи митрополит, од 1907. до 1913, био је Лукијан Богдановић. Након његове смрти, митрополитски трон је остао празан последњих седам година његовог постојања. Године 1920, Карловачка митрополија је спојена са осталим српским црквеним областима у јединствену Српску патријаршију.
Мада је дуго времена била политички одсечена од Пећке патријаршије, Карловачка митрополија је успела да опстане, па чак и да је надживи. Својим радом је умногоме допринела очувању православља и јединства српског народа. То је са собом донело позитивне резултате. Револуционарна 1848. затекла је Србе сложне и спремне да се боре за своја вековна права проистекла из привилегија.
Укидањем Карловачке митрополије-патријаршије (1920), њене епархије ушле су у састав обновљене јединствене српске патријаршије.

## Историја
За податке о ранијој православној црквеној организацији која је претходила Карловачкој митрополији, погледати чланке: Православље у Војводини, Охридска архиепископија, Српска архиепископија и Пећка патријаршија.
Крајем 17. века, Хабзбуршка монархија заузима османске територије у средњем Подунављу, а у свом војном походу Хабзбурзи на југу стижу до Скопља. Повлачење Хабзбурга са подручја централног Балкана узроковало је Велику сеобу Срба на територије које су остале под хабзбуршком контролом. Пошто је, током Велике сеобе Срба, пећки патријарх Арсеније III прешао са народом избеглим из јужних српских етничких области у крајеве северно од Саве и Дунава, хабзбуршки цар Леополд I је у периоду 1690–1695. издао Србима три привилегије у којима им је обећао пуну верску слободу као и право да уреде своје епископије и црквене општине на подручју под управом Хабзбуршке монархије. Патријарх Арсеније III је кренуо са реорганизацијом православне црквене организације, која је овде као саставни део Пећке патријаршије постојала и за време Османлија. Оснивао је нове епископије, постављао епископе и сређивао у српској цркви хаотичко стање проузроковано ратом. Неретко је долазио у сукоб са католичким клиром, који је ометао његов рад и пропагирао унију. Борба против унијаћења српског народа у Хабзбуршкој монархији била је патријархов примарни посао. Стога га је Леополд I склонио из Славоније (1701), заточио у Сентандреју, одузео му патријаршијску титулу и ограничио права. После смрти Леополда I Арсеније се обратио новом цару Јосифу I за заштиту српских привилегија, обећавајући му сваку помоћ против свих његових непријатеља. Новом цару су били потребни добри ратници. Сходно томе он је већ 24. фебруара 1706. потписао у Бечу указ којим је патријарху, клиру и народу српском потврдио све привилегије које је Леополд I издао, као и све милости и слободе које су Срби до тада уживали.
По бекству патријарха Арсенија III, Цариградска патријаршија први пут је интервенисала у пословима Пећке патријаршије предлогом за именовање новог патријарха. Калиник I Скопљанац „Грк“ (1691–1711) свакако није био Грк, али је носио и то име управо због улоге Велике цркве у његовом именовању. Ова ситуација проузроковала је први озбиљан расцеп у Пећкој патријаршији. Док су епархије које су након склапања карловачког мира 1699. остале под османском влашћу признале духовну власт патријарха Калиника, православни Срби у реорганизованој мрежи епархија на простору Хабзбуршке монархије су остали уз Арсенија III. након смрти Арсенија III 1706, Калиник је раскол вешто превазишао, доделивши карловачкој митрополији аутономију.

### Основање аутономне црквене области
После смрти патријарха Арсенија III следећа питања избила су на дневни ред: ко ће га наследити, како ће се звати нова црквена област у Хабзбуршкој монархији и какав ће бити њен однос према Пећкој патријаршији. Под изговором да је услед тренутних околности немогуће одржати црквено-народни сабор у Крушедолу, епископ јенопољско-арадски Ђаковић предложио је (9/21 новембра 1706) да се о томе ко ће бити нови духовни пастир одлучи на једном скупу народних посланика у Бечу. Није искључено да су га на ту необичну идеју подстакле власти које су га на сам дан смрти патријарха Арсенија III (27. октобра 1706) одликовале насловом „царског саветника“. Међутим, представници Срба у Хабзбуршкој монархији нису прихватили тај његов предлог, него су га упутили цару да од њега тражи дозволу за сазивање црквено-народног сабора за 1. мај 1707. у манастиру Крушедолу. По питању канонског односа будуће црквене области са патријаршијом у Пећи, Срби су се поделили у две групе: док је група окупљена око епископа јенопољско-арадског Исаије Ђаковића била за избор новог патријарха и организовање једне нове патријаршије за Србе у Хабзбуршкој монархији, друга група окупљена око сремског митрополита Стефана Метохијца била је за организовање једне аутономне митрополије под јурисдикцијом Пећке патријаршије. Међу Србима је превагнуло гледиште Стефана Метохијца да се српска црква у Хабзбуршкој монархији организује као аутономна митрополија у склопу Пећке патријаршије, на челу са обласним митрополитом који би се називао „први“ или „начални“ митрополит. Међутим, на заједничкој конференцији представника Дворског ратног савета и Угарске дворске коморе у Бечу 3. марта 1707. одлучено је да се не прихвати ниједно гледиште. Србима, додуше, није ускраћено право на избор новог црквеног поглавара, али је за предстојећи црквено-народни сабор у Крушедолу за царског комесара одређен члан Дворског ратног савета Христифор Игњац од Гаријана и Рала.
Иако је бечки Двор био противан зависности митрополије од Пећке патријаршије, царски комесар није се успротивио присталицама заједништва са Пећком патријаршијом. Сабор у манастиру Крушедолу је основао Крушедолско-карловачку митрополију, једногласно изабрао за наследника патријарха Арсенија III епископа јенопољског Исаију Ђаковића и одлучио да митрополија остане у нераскидивој црквено-канонској зависности од Патријаршије у Пећи (јануара 1708). Крушедолско-карловачка митрополија основана је, дакле, као аутономна (не и аутокефална) црквена област у саставу Пећке патријаршије. Такву репутацију је имала код источних, цариградских и јерусалимских патријараха. На основу препоруке Синода Васељенске патријаршије у Цариграду, постигнут је споразум да пећки патријарх, још пре изборног сабора, пошаље бланко потврдну грамату за новог митрополита. Својом граматом од 18. маја 1710. године, патријарх Калиник I дао је аутономију Крушедолској митрополији и тиме признао њену каноничност.

### Београдско-карловачка митрополија
Пожаревачким миром 1718. Хабзбуршка монархија је добила доњи Срем, читав Тамишки Банат, северни и североисточни део данашње централне Србије, као и малу Влашку, односно Олтенију. У црквено-административном погледу, то подручје је било подељено на пет епархија: Темишварску, Вршачку, Београдску, Ваљевску и Римничку. Митрополитску власт над свим овим епархијама добио је митрополит београдски Мојсије Петровић чиме је створена самоуправна Београдска митрополија која је постојала упоредо са Карловачком митрополијом.
Поводом црквеног старешинства дошло је 1718. године до спора између карловачког митрополита Викентија (Поповића) и београдског митрополита Мојсија (Петровића). Ради пресуде у спору, обојица су се обратили патријарху Мојсију који је 22. марта 1719. из Новог Пазара саветовао митрополита Викентија да пристане на међусобно измирење. Патријарх је као свога пуномоћника и посредника изаслао рашког митрополита Арсенија који је успео да измири завађене митрополите. Након тога, патријарх је посебном граматом од 15. августа 1721. године одредио да се после смрти митрополита Викентија имају спојити обе автономне митрополије, Карловачка и Београдска, у једну Славено-српску митрополију са седиштем у Београду, као „старом престолном граду Сервијској краљевини“.
Када је митрополит Викентије оболео, а потом и онемео, привремено управљање пословима преузео је егзарх Викентије (Јовановић), потоњи митрополит који је знатно допринео да народни сабор у Новом Саду, 8. септембра 1722. године, донесе једногласан закључак да ће оболелог митрополита замењивати Митрополит београдски Мојсије Петровић. Митрополит Викентије је умро 23. октобра 1725. године у Карловцима.
Недуго потом, дошло је 1726. године до уједињења две митрополије, када је народ на црквено-народном сабору у Карловцима изабрао Мојсија Петровића за карловачког митрополита. Аустријске власти настојале су да спрече уједињење двеју митрополија. Гроф Локатели оспоравао је Мојсију Петровићу достојанство и титулу митрополита у београдској митрополији, тврдећи да је он само њен администратор, не и митрополит. Међутим, власти су на крају ипак попустиле пред одлучном вољом народа. После смрти митрополита Петровића карловачки сабор је за митрополита свих Срба под царском (хабзбуршком) влашћу изабрао Вићентија Јовановића (1731), до тада епископа арадског и генералног егзарха покојног митрополита. Вићентије је управљао српском црквом н народом све до своје смрти 1737. Недуго после његове смрти, вољом народа и епископа српских управу над српском црквом и народом у Београдско-карловачкој митрополији преузео је пећки патријарх Арсеније IV Јовановић-Шакабента, који је као бегунац доспео у Београд. Његова управа трајала је кратко, до 1739, када је Београдским миром Хабзбуршка монархија изгубила подручје Краљевине Србије и јужне делове Тамишког Баната у корист Османског царства.
Потврдивши горе наведене црквене области у Хабзбуршкој монархији, пећки патријарси су њиховим поглаварима дали одрешене руке у унутрашњим пословима. Као врховним духовним поглаварима преостало им је само право првенства од ког ће се постепено, што због политичких, што због финансијских неприлика, одрицати. На крају ће им преостати само празне титуле патријараха „Северних страна“, „горњег Дунава“ или „обе стране Дунава“, „Хрватске“ и „Вретаније“ или Марчанске епархије.
Упркос противљењима аустријских државних власти, духовна зависност Карловачке митрополије од Пећке патријаршије опстала је дуго. Формално је нестала тек пошто је Пећка патријаршија укинута бератом султана Мустафе од 11. септембра 1766, мада је већ раније фактички престала да постоји. Карловачка митрополија је тако постала фактички аутокефална, премда за то никада није добила формално признање од Цариградске патријаршије. Па ипак, у књизи из 1855. „Редослед катедри у источно-православној цркви“ (грч. Τάξις των θρονων της ορθοδοξου ανατολικης εκκλησιας), коју је одобрила и сама Цариградска патријаршија, Карловачка митрополија јавља се међу аутокефалним црквама (εκκλησιαι αυθοκεφαλοι) и то испред грчке, а иза Руске и Кипарске цркве.

### Темишварски сабор
Српски црквено-народни сабори одржавани су повремено. Први велики напредак у деловању сабора догодио се 1749. године, када су у његов рад, осим свештенства и официра, укључени још и представници грађанства.
Нарочит значај за Србе у Хабзбуршкој монархији имао је Темишварски сабор (1790). У то време Европа се налазила на прагу великих промена. Наиме, 1789. у Француској је дошло до револуције која је претила да се прошири на остатак континента и поремети дотадашње друштвено-политичке односе. Аустрија је водила против Турске јалови рат (1788—1791). Њена стара супарница Пруска није остала пасивна. Запретила јој је ратом, приморавши је тако на неповољан уговор. На све то напрасно је преминуо цар Јосиф (20. фебруара 1790) који је својим либералним реформама много обећавао. Међутим, готово све што је постигао током живота поништио је под притиском реакционарног племства у задњим часовима свог живота. У оваквој атмосфери поништавања тековина Јосифа Срби су гледали само на то да им Патент из 1781. остане важећи.
Темишварски сабор је био изборног карактера. На њему је за новог митрополита изабран Стефан Стратимировић, најспособнији духовник на престолу Карловачке митрополије. Сабор је расправљао о захтеву аустријском цару да Банат прогласи за српско аутономно подручје. Царске власти у Бечу нису прихватиле ове српске захтеве. Друштво Срба у Хабзбуршкој монархији је било традиционално рангирано на свештенство, племство, војску (официре) и грађанство. Граничари су имали привилегован статус, а сељаци (паори) су неретко били веома богати, а било је и наполичара. Аустријски цареви су поједине Србе, који су се истакли у ратовима или се определили да купе племство, наградили племством и витештвом.
Српско племство је углавном било нетитуларно племство, мада су поједине гране истакнутих породица постепено напредовале у рангу до високе титуле грофа, као што је на пример била једна грана Чарнојевића од Маче, потомака патријарха Арсенија III Чарнојевића, а такође и грофови Бранковићи од Подгорице (Ђорђе Бранковић — Comes Georgius Brankovich de Podgoricza). Одређен број породица је добио и баронат (и са тим и право на место у дому магната скупштине хабзбуршке Угарске) као што је била грана Бајића којој припада барон Милош Бајић, најстарији унук кнеза Милоша. Посебан углед по старини и значају, иако нису имали посебну титулу, имали су Рашковићи, некадашњи кнезови из Старог Влаха, врло истакнута породица Текелија, Стратимировићи из Кулпина и други. Највише је било нетитулираног племства, међу којима је, као и код Мађара, било породица немеша (племића) које се у свакодневном животу нису ништа разликовале од других сељака. Стара сталешка разлика није подразумевала имовинску разлику. Пример је, у мађарском случају, било место Српски Милетић. Наравно, што се више на различите начине могло подизати према угарским и аустријским ранговима, у војној служби, према богатству и слично, већи је био и степен однарођавања и асимилације. Привилегије војних граничара Срба у основи су биле најважније наслеђене слободе и права засноване на војној служби, које су Срби дуго успевали да сачувају, све до укидања Војне границе.

### Револуција из 1848/1849.
На културно-просветном плану, Срби у периоду 1790–1848. бележе велики напредак. Национални препород који је захватио све народе Хабзбуршке монархије није мимоишао ни Србе. Новчаним прилозима карловачког трговца Димитрија Анастасијевића Сабова 1791. основана је прва модерна гимназија код Срба — Карловачка гимназија. Ради подизања нивоа образованости свештеничког кадра у Карловачкој митрополији Стефан Стратимировић 1794. оснива Карловачку богословију. Почетком 19. века отворена је и Новосадска гимназија. Године 1812. у Сентандреји отворена је учитељска школа која је 1816. пребачена у Сомбор (данас Учитељски факултет у Сомбору). У Араду је 1815/16. на иницијативу српског добротвора Саве Текелије отворена учитељска школа коју ће поред Срба похађати и Румуни. Године 1826. основана је Матица српска са седиштем у Пешти. Покрећу се новине и часописи на српском језику (Сербскија новини, Славеносербскија вједомости, Новине сербске, Летопис, Бачка вила итд.). Године 1842. у Иригу је основана прва српска читаоница.
Приближно у исто време пада и национални препород Мађара. И код њих се оснивају културно-просветне институције, покрећу листови, отварају читаонице и школе. Са намером да се створи етнички хомогена и централизована Угарска, из цркава и школа потискује се народни језик, а грубо намеће мађарски. Године 1820. Суботичкој гимназији прописан је уџбеник из мађарског језика под насловом „Кратак преглед основа граматике мађарског језика у пет томова за шест разреда“ (лат. Epitome institutionum grammaticarum linguae hungaricae in quinque tomulis pro sex classibus). Године 1832. епископу будимском Стефану Станковићу наложено је да из своје епархије избаци славеносербски. На Угарском сабору тражило се да се црквене књиге воде на мађарском. Године 1847. угарски палатин је митрополиту Рајачићу поручио да води преписку на мађарском, а не на латинском.
На вест да је у Бечу избила револуција, мађарска омладина у Пешти је 15. марта 1848. објавила свој национални програм изложен у 12 тачака. Тај програм ће прихватити и Угарски сабор који је у ово време заседао у Пожуну. Притиснут проблемима са свих страна, аустријски цар Фердинанд V потврдио је 17. марта прву угарску владу одговорну Угарском сабору. Срби су међу првима реаговали на мартовске догађаје 1848. Следећи пример мартовске омладине, пештански Срби, окупљени око „Пантеона“, „Текелијанума“ и Матице српске истакли су своје национално-политичке захтеве. Имајући за циљ остваривање договора са Мађарима, програм пештанских Срба је признавао мађарски народ и „дипломатическо достојинство мађарског језика у Унгарији“, с тим да и Срби буду признати као народ, да им се зајемчи слободна употреба језика у народним пословима, слободно управљање црквом, укључивање световних лица у конзисторије, слободно управљање школама, фондовима и фондацијама, сазивање црквено-народног сабора сваке године и његово право на директно обраћање владару, укључивање у највише органе државне власти, преуређење војне границе, достојно место митрополита и епископа на Дијети и право гласа на Дијети за Потиски Великокикиндски дистрикт. Акт се завршава поруком: "Краљу верност, отечеству сваку жертву, Мађарима братску љубав!" 
Мађарска страна, међутим, није прихватила програм пештанских Срба, премда у њему није била предвиђена засебна област за Србе. Ништа боље нису прошли ни захтеви Јосифа Рајачића и Јована Хаџића. Као заступници српског народа, изнели су пред угарском владом у Пожуну, поред осталих захтева друштвено-економске природе, захтев да им се одобри сазивање црквено-народног сабора у Карловцима. Уз то, тражили су да се при Министарству просвете формира посебна српска канцеларија надлежна за школске и црквене ствари, цркви зајамчи несметан рад и оформе посебни судови и надлештва. Ни њихови захтеви нису наишли на разумевање и остали су неиспуњени.
Немоћни да се на овај начин изборе за своја права, Срби су доспели у незавидан положај. На једној страни стајала је угарска влада, неумољива према немађарским народима, а са друге стране стајао је користољубиви аустријски двор. Свестан тога, митрополит Рајачић је 18. марта путем циркулара из Пожуна покушао да одврати народ и епископат од исхитрених потеза:
Не гледајте ни на кога! Одбите од себе свако искушеније, не слушајте никакви други учитеља, јер ће вас у зло и у напаст увући. Слушајте само глас ваши архипастира и духовни отаца који вас нигда преварили, нигда на зло навели нису.— Митрополит Јосиф Рајачић
Међутим, за овакве апеле било је већ касно. Вести о догађајима у Бечу и Пешти допрле су у Срем, Банат и Бачку, изазвавши тамо спонтане немире и покрете међу грађанством и сељаштвом. Од већих српских места били су захваћени Велики Бечкерек, Вршац, Панчево, Земун, Митровица, Нови Сад и Вуковар.
На Новосадској скупштини одржаној 27. марта захтевало се да на годишње сазиваном црквено-народном сабору буду заступљени и Срби из Далмације, Потиског и Великокикиндског дистрикта, преуређење Војне границе, укидање феудалног поретка, ограничавање војне јурисдикције на период активне војне службе и право граничара на избор својих официра. Из обазривости према мађарској страни, изостављен је захтев за директним саобраћањем између црквено-народног сабора и владара, уместо путем угарске владе и угарског сабора. Да новосадска скупштина није била уперена против угарске владе показује случај Стратимировића који је на овај скуп дошао окићен мађарском кокардом. Захтеве новосадске скупштине проследила је угарском сабору депутација на чијем челу су били адвокат Александар Костић и млади поручник у оставци и бивши студент права Ђорђе Стратимировић (8–9. априла). Мада је угарски министар финансија Лајош Кошут у први мах био спреман да обећа Србима верску једнакост, употребу народног језика у цркви и унутрашњим пословима, државне службе по заслузи, до сукоба са њим је дошло када је Стратимировић отворено затражио спровођење у дело права проистеклих из привилегија и аутономију, што се косило са тадашњом мађарском револуционарном националном политиком: јединство земље у сваком погледу. Неуспех новосадске депутације имао је за последицу даље политичке манифестације, а на крају и сазивање српске народне скупштине у Карловцима (за 13. мај 1848).
Скупштина је, како је наведено у њеном записнику, била састављена од „опуномоћених представника целога у Хрватској, Славонији, Бачкој, Банату и осталој Унгарији живећег српског народа“, а присуствовало јој је и много гостију из свих српских крајева. Међу њима нарочито су се истицали Срби из Кнежевине Србије: прота Матија Ненадовић, Димитрије Матић, Константин Бранковић, Сергије Николић, Илија Захаријевић, итд. Као повод за сазивање скупштине узете су „озбиљске околности времена, потребе и тегобе“. Да би избегла правне проблеме, скупштина се конституисала као црквено-народни сабор. Скупштину је отворио архиепископ и митрополит карловачки Јосиф Рајачић у 9 сати ујутру „крепком и пуноважном беседом“, у којој је „изложио сву историју и судбину народа српскога и сакупљени народ позвао, да се за своју будућност и самосталност по правама својима побрине“. Затим је на сцену ступио протосинђел Сергије Каћански (каснији епископ горњокарловачки) са својим говором „о правима и привилегијама народа“, у ком је изнео „како народ србски по уговорима, које је при преласку своме у Унгарију са царевима аустријским закључио, има право, сам собом независно управљати, себи војводу, као светскога поглавара, и патријарха, као духовнога поглавара, бирати.“ На то је народ једногласно прогласио митрополита Рајачића за патријарха српског, а за војводу српског изабрао царско-краљевског пуковника Стевана Шупљикца, „мужа учена, родољупца жарка и војника пламена“. Посматрано са црквено-канонског становишта ово уздизање митрополита Рајачића у патријарха српског било је незаконито. Међутим, у атмосфери општег националног одушевљења на ту чињеницу није обраћана посебна пажња.
Свестан да је за развој свог националног бића нужно кидати ланце „који га у тој од природе наложеној му дужности напредовања и усавршавања сметају“, српски народ се прогласио за „политично слободан и независан под домом аустриским и обштом круном угарском.“ Позивајући се на права проистекла из уговора склопљених „с домом аустриским и круном угарском“, српски народ изразио је жељу да се прогласи Србска Војводовина, у опсегу „Срем с границом, Барања, Бачка с Бечејским диштриктом и Шајкашким батаљоном, и Банат с границом и диштриктом кикиндским“. Да би приволели аустријског цара на прихватање закључака скупштине, упућена му је делегација на челу са патријархом Рајачићем.
На путу за Инзбрук, где се склонила царска породица од нереда у Бечу, Рајачић се обрео у Загребу где је устоличио илирски настројеног генерала Јосипа Јелачића за хрватског бана.
Аустријски цар Фердинанд је 19. јуна одбио да потврди одлуке Мајске скупштине које му је Рајачић изнео у приватној аудијенцији, образложивши то речима: „Не могу да одобрим одлуке незаконите скупштине, које су донели неки моји грко-несједињени поданици скупа са странцима из Србије. Спреман сам да испуним све честите захтеве својих грко-несједињених поданика поднесене на законит начин, али само су угарска земаљска скупштина, угарско министарство и ваш законит (тј. црквени) народни сабор органи путем којих ви Мени можете изразити своју жељу“. Другим речима речено, аустријски цар је Србе препустио на милост и немилост угарској влади. Док су званични дворски кругови били врло резервисани према српским захтевима (вероватно и због Пала Естерхазија, представника угарске владе, који је присуствовао приватној аудијенцији), дворска камарила и чланови династије су их дочекали са разумевањем. Мајка будућег цара Франца Јосифа, надвојвоткиња Софија, дала је до знања да се саосећа са Србима, уплевши у косу траку са српском тробојком, а надвојвода Франц Карло подржавао је Србе и храбрио их у њиховим тежњама.
Угарска влада је на одлуке Мајске скупштине одговорила претећи. Министар вере и просвете Јожеф Етвеш покушао је 3. јуна под претњом одмазде да присили Рајачића да одржи црквени сабор који му је заказао у Темишвару и да се јавно обавеже да ће убудуће сваку царску наредбу примати преко владе у Пешти. На угарском сабору у Пешти 11. јула 1848. Кошут је објавио да ће угушити српски покрет првом погодном приликом, тј. када мобилише војску. Срби су још једном у својој историји имали проћи кроз тешке борбе и погроме, овај пут без ичије подршке са стране. Заузет борбама у Италији и невољама код куће у Бечу, аустријски двор је до краја године остао пасиван према Угарској, док са хрватске стране није ништа конкретно предузимано против Мађара до краја септембра. Упоредо са тешким борбама вођеним против Мађара, трајао је и сукоб око вођства у покрету између патријарха и „врховног вожда“, младог и импулсивног Ђорђа Стратимировића. Стратимировић је у одсуству војводе Шупљикца практично функционисао као световни вођа, што није импоновало патријарху и појединим граничарским официрима. У овој политичкој борби патријарх је тријумфовао, док је Стратимировић компромитован и бачен у засенак.
Када је Франц Јосиф дошао на престо после збацивања слабоумног Фердинанда, потврдио је патентом од 15. децембра 1848. одлуке Мајске скупштине о избору патријарха и војводе: „У знак признања за ове заслуге и као посебан доказ Наше царске милости и бриге за опстанак и благостање српског народа одлучили смо да васпоставимо врховно црквено достојанство – патријаршијско, какво је постојало у ранија времена и какво је било повезано са архиепископском столицом у Карловцима, и да доделимо титулу и достојанство патријарха нашем љубљеном и верном архиепископу карловачком Јосифу Рајачићу“. На дан 4. марта 1849. у Оломуцу је донесен Октроисани устав Хабсбуршке монархије (тзв. Мартовски устав). Чланом 72 устав је јемчио Србима у оквиру војводства такве установе „какве се за очување њихове црквене заједнице на старијим повељама и царским изјашњењима из најновијег времена заснивају“. Октроисани устав је изненадио и патријарха, који је традиционално био одан двору. Чланом 72 Октроисаног устава као и делимичним признавањем захтева Мајске скупштине патентом од 15. децембра 1848. није решено питање преуређења црквених прилика код православних верника. Како би у овом питању постигла успех, бечка нова влада је Рајачића, пошто га је разрешила дужности царског комесара за жупаније настањене Србима, позвала у Беч како би се са њим посаветовала у вези са црквеним питањима. Патријарх се тада сложио са Бахом да слично католицима и евангелистима сазове један скуп православних епископа ради решавања горућих питања. На тај начин министар унутрашњих послова је могао да почетком октобра 1849. предложи својим колегама министрима да у ту сврху позову у Беч свих девет православних епископа. Савет министара и цар принципијелно су пристали на ову замисао. Међутим, за остваривање ове замисли требало је да прође годину дана.
Срби су из Револуције 1848. изашли са аутономним статусом, а 18. новембра 1849. добили су и потврду двора о успостављеном Војводству Србији и Тамишком Банату. Титула војводе је припала аустријском цару, а подвојводе Мајерхоферу. Војводство је било директно потчињено Бечу. Из територије Војводства изузета је Војна граница. Када је основано Војводство престале су све функције Главног одбора и његовог председника Рајачића.
Против стварања Војводства у Бачкој су се изјаснили Мађари, Немци и Буњевци на челу са Карлом Латиновићем. Представивши властима овај покрет као сепаратистички, патријарх Рајачић тражио је да се коловођама суди као велеиздајницима, а Војводство организује што је пре могуће (31. октобра 1849).

### Укидање Војводства Србије
Као и сваки апсолутизам, ни Бахов није могао да траје вечно. То је нарочито постало јасно после неуспеха аустријске спољне политике. Аустријски пораз у рату са Пијемонтом довео је до опште еуфорије међу становништвом Монархије. Бахов крути бирократско-полицијски режим био је свима омражен. Незадовољство њиме добило је у национално и верски шароликој Војводини посебан израз. Табле са немачким натписима и царским орловима биле су честа мета напада незадовољних грађана. На зидовима улица могли су да се виде разни плакати и боје српских и мађарских националних застава. У знак протеста против германизације људи су стали да се облаче у народне ношње. Из кафана и ресторана у којима се до тада свирао валцер сада су могли да се чују српско коло и мађарски чардаш. Разочаран политиком царског двора од ког је после укидања феудализма пуно очекивао, велики део српских сељака је почео да се окреће Мађарима и Будимпешти мислећи да ће на тој страни проћи боље. Споразуму са Мађарима око остварења националних и политичких циљева надали су се и српски трговци, занатлије, интелигенција и племство. У мађарофилској политици подржавао их је и српски кнез Михаило Обреновић који је пружио уточиште истакнутим мађарским емигрантима. Срби су тада полазили од претпоставке да ће став мађарских либерала и демократа према немађарским народима после рђавог искуства из револуције 1848–49. поћи сада правцем који ће бити прихватљив за све народе на подручју Угарске. Веровало се да ће се и патријарх Рајачић, иначе традиционално одан двору, као и 1848, приклонити овом расположењу у свом народу. Међутим, црквени кругови су остали чврсто привржени двору. На тај начин је између овог покрета у народу и цркве дошло до размимоилажења, а временом ће размимоилажење између народа и цркве постајати све дубље и дубље.
Не желећи да себе поново доводи у непријатну ситуацију, двор је одлучио да незадовољном јавном мњењу учини концесије. Царским наредбама из јула и августа 1859. немачки језик укинут је у нижим и вишим разредима гимназије. Омражени гроф Коронини опозван је са положаја гувернера Војводине, а на његово место доведен је Хрват барон Јосип Шокчевић. Одлуком Министарства правосуђа од 19. јула 1860. сви народи на подручју Војводине могли су у судском поступку да се служе својим језиком. Становништво Монархије, пак, у том чину није видело израз добре воље двора, него, напротив, израз његове слабости. Желећи у овој конфузној ситуацији да скупи поене код Срба, патријарх Рајачић се обратио двору са низом политичких и националних захтева. Тражио је да се за Србе оснује универзитет, да се гимназијама у Карловцима и Новом Саду призна јавност рада, да Илирско-банатска регимента добије српски назив, да се при Министарству вера и просвете отвори посебно српско одељење задужено за црквене, школске и фондовне послове. Влада је била спремна да услиши српске захтеве, али само неке од њих. Пошто јој политика ситних уступака Србима није уродила плодом, прибегла је репресивним мерама. Њих је доследно спроводио нови гувернер Војводине гроф Карл Биго де Сен-Кентен који је дошао на чело администрације Војводства јуна 1860. Почетком његове управе (јуна 1860) помађарена буњевачка господа и Мађари тражили су отцепљење сомборског округа и суботичког и бајског среза од Војводства Србије.
Захтевима конзервативних мађарских магната за поништење онога што су они видели као "нарушени интегритет круне Св. Стефана" Франц Јосиф је на крају изашао у сусрет. Дана 20. октобра 1860. објавио је тзв. Октобарску диплому у којој је била изостављена титула Великог војводе Војводства Србије: тиме је на посредан начин Војводству најављен крај. Не желећи да код Срба изађе на лош глас, као иницијатор укидања Војводства, владар се трудио да то укидање оправда жељом самих њених становника: Мађара, Немаца и Буњеваца. Стога је и послао фелдмаршала-лајтнанта грофа Александра Менсдорфа Пуљија да испита расположење међу тим народима. Патријарх Рајачић је због тога оштро протестовао, оспоравајући Мађарима, Немцима и Буњевцима право да одлучују о судбини Војводства. Његов протест био је, разуме се, узалудан. Дана 27. децембра, Војводство Србија и Тамишки Банат укинуто је и званично. Разлог је био више него јасан: на уштрб Срба двор је хтео придобити Мађаре за договор.
Како дворска политика не би испала једнострана, цар је одлучио да размотри оживљавање српских привилегија. Позвао је патријарха Рајачића да заједно са 20 највиђенијих Срба дође у Беч. Патријарх је одбио да се на овакав начин одлучује о судбини Срба, сматрајући да о тако озбиљним питањима може да говори само народно-црквени сабор. Пошто покушај помирења са мађарском страном на основу Октобарске дипломе није успео, цар је решио да попусти Србима, па је 5. марта дозволио сазивање народно-црквеног сабора у Сремским Карловцима. Док је Србе ова вест искрено одушевила, Мађаре је она непријатно изненадила. Упркос томе, и Угарска дворска канцеларија је дала пристанак на сазивање сабора.

### Благовештенски сабор
| „                       | Србски конгрес истина није сасвим по вољи бечке владе испао: није ту било демонстрација против Мађара и није се успело, да се од жупанија „крајзови“ у будућој војводини начине; ипак су жеље у обзиру војводине тако формуловане, да ова готово у одношају провинције спрам Угарске стоји, на које диета и Мађари пристати неће. У овом већ бечка влада добија терена за своје цели против Мађара; овде већ лежи удица. | ” |
| —Михаило Полит-Десанчић | |   |

Благовештенски сабор је сазван 21. марта, а отворен 2. априла 1861. у Сремским Карловцима. Током његовог трајања одржано је 12 седница. Био је расправно-политичког, а не црквено-школског карактера, што је значило јавно признавање Срба као народа. Могли су му присуствовати само Срби из Угарске, док је то забрањено онима из Војне границе. Избори за сабор били су посредни. Прво су изабрани бирачи, а затим су они изабрали посланике. Изузимајући четири вирилна члана (патријарх и тројица епископа), сабор је имао 75 посланика, од чега 25 свештеника и калуђера, а остали су били припадници грађанског сталежа. На њему се окупио велики део српске интелигенције. Од посланика из редова свештеника и калуђера вреди истаћи епископа темишварског Самуила Маширевића, епископа вршачког Емилијана Кенгелца, епископа бачког Платона Атанацковића, архимандрита бездинског Антонија Нака и архимандрита крушедолског Никанора Грујића, а од световних посланика генерал-мајора Ђорђа Стратимировића, царског саветника др Јована Хаџића, дворског саветника др Ђорђа Стојаковића, новосадског градоначелника др Светозара Милетића, уредника „Српског дневника“ Јована Ђорђевића, властелина Петра Чарнојевића, адвоката Ђорђа Радака, првог сремског поджупана др Јована Суботића. Сабором је по старом устаљеном правилу председавао патријарх Јосиф Рајачић, а царски комесар је био генерал-мајор Јосип Филиповић.
Мада су се посланици сложили с тим да Срби ради несметаног националног развоја морају да добију аутономну област, до размимоилажења између клерикално-конзервативних и либерално-демократских кругова ће доћи у погледу питања на који начин, уз чију помоћ и од кога тражити и добити ту аутономну територију. Услед тога на сабору се се диференцирале три струје:
1. Конзервативна, коју су оличавали патријарх Рајачић и дворски саветник Ђорђе Стојаковић. Ова странка, ослоњена на царски двор, позивала се на царске привилегије као темеље српског историјског права, на царска обећања и на вековне заслуге Срба за монархију и кућу Хабзбурга.[75][76]
2. Другу струју су чинили либерални политичари који су решење српског националног питања видели у сарадњи са Угарским сабором. Ова струја је запостављала привилегије као плод преживелог историјског права насталог у доба феудализма и следила је савременије политичке принципе. Тежње свог народа желела је да оствари уставним путем, уз помоћ Угарског сабора, на основу природног и националног права кроз савез напредних мађарских и српских друштвених снага. Идеје ове групе коју је предводио Светозар Милетић, имале су револуционарни призвук, па је ова концепција унапред била осуђена на пропаст.[75][74]
3. Трећа струја тежила је да избегне утицај бечког двора и Угарског сабора. Решење српског националног питања био би у обнови Војводства, које би се државноправним уговором ујединило са Троједном краљевином. Ову групу су предводили Јован Суботић и Ђорђе Стратимировић.[75][76]

Састављен од већине десно опредељених и Бечу наклоњених посланика, Сабор је прихватио правац који су заговарали Рајачић и Стојаковић. Шмерлингова влада их је потајно охрабривала, подстичући их да захтевају што већу територију и што шира аутономна права. Сабор је своје захтеве изнео у 16 тачака. Поред засебне територије која је захватала Срем, Бачку, Банат и Војну границу, Сабор је захтевао посебну политичку и судску управу и обласну скупштину. На челу Војводства, у којем би службени језик био српски, а које би имало свој грб са четири оцила и црвено-плаво-белу заставу, скупштину, првостепени и апелациони суд, стајао би војвода. Те захтеве су Мађари сматрали неприхватљивим, јер су се косили са њиховом националном политиком. Сабор је завршио са радом 30. априла. Упркос залагању царског министра Шмерлинга, од позитивног решења српских захтева није било ништа. Цар је тактизирао. Ни у једном тренутку није узео српске захтеве за озбиљно, али их је вешто искористио као претњу како би одобровољио Мађаре за преговоре. Мада захтеви Благовештенског сабора нису испуњени, сабор представља прекретницу у развоју политичке мисли Срба у Хабзбуршкој монархији.

### Деоба са Румунима
Као конфесионална целина православно становништво са простора Хабзбуршке монархије било је незаобилазан фактор. Живело је ту вековима пре доласка страних освајача. Турски, угарски и аустријски владари, хтели не хтели, морали су да воде рачуна и о својим православним поданицима. Разилажењем на два међусобно завађена табора (српски и румунски), православно становништво престало је да игра тако важну улогу на овим просторима.
У румунској историографији период јурисдикције Карловачке митрополије над православним Румунима углавном је приказан са пуно нетачности и тенденциозности. Узрок томе јесте тенденција румунских историчара и политичара да оправдају негативан став које је румунско грађанство имало према српској јерархији у првој половини 19. века (све до оснивања самосталне румунске православне митрополије са седиштем у Сибињу, 1864). Изузетак у томе чини докторска дисертација румунског теолога Силвија Ануикија (рум. Silviu Anuichi) „Румунско-српски црквени односи у 17. и 18. веку“ (рум. Relaţii bisericeşti româno-sîrbe din secolul al XVII-lea şi al XVIII-lea) одбрањена на Теолошком факултету у Београду (1977), а прихваћена на Теолошком институту при Универзитету у Букурешту.
Разилажење православних Срба и Румуна било је последица унијатске пропаганде. За почетак тог процеса узима се време митрополита Стевана Стратимировића. Арадска препарандија (припремна школа) подстицала је раздор између православних Срба и Румуна. Национална идеја код православних Румуна подривала је верско јединство Срба и Румуна.
Српска православна јерархија морала је да пази на национална и верска осећања православних Румуна.
Питање црквеног отцепљења Румуна од Срба покренуто је већ 1816, а обновљено 1818.
Митрополит Стратимировић се трудио да ублажи сепаратистичке тенденције код православних Румуна. Крајем 20-их година 19. века увео је правило да се за арадског епископа поставља Румун и да вршачки и темишварски епископи морају знати румунски. Омогућио им је и да се школују за свештенике и богослове. Међутим, то ће се касније показати као узалудно. Наиме, човек коме је Стратимировић доделио важну улогу у том послу, архимандрит манастира Ковиља Андреј Шагуна (рум. Andrei Șaguna), доћи ће на чело покрета за издвајање засебне румунске митрополије из састава Карловачке митрополије.
Револуционарна 1848. само је долила уље на ватру. У разиграној атмосфери која је настала после мартовских догађаја, национални осећај није заобишао ни Румуне. Незадовољство због инфериорног положаја и нескривена жеља за издвајањем из домена јурисдикције омражене српске јерархије осетно је утицало на опредељење румунског грађанства и свештенства у предстојећим догађајима. Мада је на Мајској скупштини у знак солидарности са једноверном браћом захтевано и признавање румунске нације, румунско грађанство и свештенство није се одазвало на позив на сарадњу који им је 17. маја упутио патријарх Рајачић („Проглас народу влашком“). Напротив, сазнавши за одлуке Мајске скупштине, представници румунског народа су на скупштини у Пешти (3/15—19/21. маја 1848) изнели своје неслагање са њима и, окарактерисавши избор Јосифа Рајачића за патријарха „целе несједињене цркве“ као незаконит „и по грађанским законима и по канонима“, тражили од угарске владе укидање јурисдикције српске јерархије над православним румунским становништвом. Отприлике тих дана су припадници румунског грађанства и свештенства на скупштини у Лугошу (3/15—5/17 маја 1848) донели одлуку да се не иде на црквено-народни сабор који је угарска влада заказала за 27. мај. Та скупштина је, штавише, поверила једној комисији задатак да спроведе припреме за одвајање румунске цркве од српске јерархије.
Одобрењем седмоградског губернијума, 40.000 Румуна је под предводништвом својих епископа на Слободном пољу (рум. Cîmpul Libertǎţii) код Блажа 15. маја 1848. положило вечну заклетву верности аустријском цару као великом војводи Седмоградске (Трансилваније), прогласило се за самосталну нацију и идућа два дана уобличавало националне захтеве који су напослетку изнети у петицији. Колики је значај придаван овој скупштини, говори извештај пруског конзула у Дунавским кнежевинама, Рихтхофена, његовом претпостављеном, министру иностраних послова у Берлину, фон Арниму. Конзул га обавештава о програму који је усвојила Мајска скупштина у Блажу, као и о консеквенцама које би он имао у свим земљама насељеним Румунима кад би се којим случајем спровео у дело. У Седмоградској би евентуално прихватање Румуна као четврте нације отворило Румунима нову перспективу, односно омогућило им освајање политичке власти и преображај ове провинције у своју земљу. Румуни из Седмоградске би, разуме се, изнели жељу да се уједине у једну националну државу са Власима и Молдавцима, па чак и са онима из Буковине и Бесарабије. Стварање једне такве државе са 7.000.000 становника могло би да спречи експанзију Руса у правцу Балкана. Руси су свесни ове чињенице; стога су тежили за тим, што раде и данас, да анектирају Дунавске кнежевине, с тим циљем да њихово румунско становништво, као и оно из Бесарабије, славизују.
Дана 30. маја румунски депутирци су предали цару Фердинанду у Инзбруку петицију усвојену на скупштини у Блажу. Како је, међутим, земаљска скупштина у Коложвару (Клуж-Напока, данас Румунија) закључила истог дана унију Седмоградске са Угарском а цар је потврдио, депутирци су царским прогласом 11. јуна обавештени да су унијом Седмоградске са Угарском и, с тим у вези, седмим законским чланком угарског сабора — којим су без обзира на националност, језик и религију свим становницима Седмоградске додељене „исте“ слободе и права — њихове жеље у великом делу услишене, и да њихова будућност сада зависи искључиво од извршавања овог закона. Румуни су, међутим, указивали на то да су унијом Седмоградске са Угарском њихова националност и језик угрожени, јер су на основу угарског законског чланка признати били само мађарски језик као службени језик и мађарски народ као политичка нација и молили су да им се одобре жеље које су изнели у својој петицији. Утом је 23. јуна 1848. следио у суштини исти одговор (царска резолуција). Поновљено је обећање дато 11. јуна о признавању Румуна као политичког народа једним законом који би мађарско министарство израдило. У вези са захтевима о потпори румунских школа и конфесија, цар уверава да ће на ова потраживања бити одговорено у задовољавајућој мери путем закона о укидању кулука, заједничким теретима, слободи штампе итд., које су сабори (угарски и седмоградски) већ усвојили.
Са нарочитим задовољством примам гарантије о непоколебљивој верности Мојих румунских поданика (Meiner romänischen Unterthanen) у Седмоградској, већ сједињеном са Угарском, и јављам вам, у прилогу Мог саопштења датог 11. јуна, да ваша националност, на предлог Мог угарског министарства, путем једног специјалног закона треба да буде обезбеђена и збринута подизањем народних школа. Ваши захтеви за равноправношћу грчко-несједињене цркве са осталим земаљским црквама и покрићем ваших црквено-школских потреба на рачун државе одобрени су 20. законским чланком – осмим [чланом] о општем опорезивању – деветим [чланом] о укидању работе и десетине – осамнаестим [чланом] о слободи штампе и пороте – 22. законским чланком о народном наоружању последњег угарског државног сабора. Моје угарско министарство ће се побринути да тим путем буду испитане и решене ваше месне жалбе, да Моји румунски поданици буду постављени на положаје у свим гранама јавне управе, у зависности од њиховог броја и способности. С друге стране, исто тако очекујем од вас да се Мојој угарској круни верно покоравате, да избегавате све што изазива раздор [са Мађарима], јер вам само слога са вашим суграђанима [Мађарима], којој вам Својом краљевском милошћу и наклоношћу остајем наклоњен, може осигурати уживање слобода које сам вам подарио.— Фердинанд I
Српски епископ темишварске дијецезе Пантелејмон Живковић тражио је 16. јуна од угарског министра културе и просвете барона Јожефа Етвеша да одложи сабор православних Румуна заказан за 27. јун у Темишвару, на исти начин на који је и српски сабор у Карловцима 27. маја био одложен. Темишварски сабор је без одобрења пештанског министарства и карловачког митрополита иницирао Еманоил Гожду. Како и Срби у Карловцима и Румуни имају намеру да изаберу свог митрополита у Темишвару, истиче Живковић, постоји опасност од сукоба између верника двеју народности.
На скупштини у Темишвару (13/25. јуна 1848) румунски националисти поднели су надолазећем угарском сабору једну петицију, у којој наводе да се слажу са меморандумом који су њихови другови 21. јуна донели на већању у Пешти и поднели их угарској влади на одобрење. Томе су придодали и следеће захтеве: признавање Румуна као политичког народа путем специјалног закона, приступ румунском живљу пословима у управи пропорционално његовом уделу у целокупном становништву и додељивање права општем сабору и уобичајеном црквеном сабору на састајање ради разматрања црквено-школских питања.
На скупштини у Лугошу (15/27. јуна 1848) председавајући скупштине Ефтимије Мургу (рум. Eftimie Murgu) је подстицао румунски народ на верност Угарској, тражио од њега да се наоружа против заједничког непријатеља – Срба и указивао на потребу да се изаберу румунски епископски викари. Румунски народ је тражио да командни језик у војним јединицама буде румунски и прогласио да више није у обавези да слуша темишварског и вршачког епископа.
Румунско црквено питање званично је покренуто 1851. на једном састанку свих православних епископа. Румуни су тражили да им се на управу да арадска епархија, док су темишварску и вршачку хтели да поделе по националном принципу са Србима. То је за Рајачића било неприхватљиво из два разлога. Прво, сматрао је да Румуни нису компетентни да сами управљају тим епископијама. Друго, бојао се да ће, ако им услуши захтеве, тражити од њега још.
Када је Самило Маширевић постао патријарх, свети синод Карловачке митрополије пристао је на оснивање засебне румунске митрополије, што је потврђено 9. законским чланком угарског сабора из 1868. Тако је настала Сибињска митрополија. Први сибињски митрополит био је Андреј Шагуна, а други Србин Прокопије Ивачковић, будући патријарх српски и митрополит карловачки.

### Црквено-народни сабори после Благовештенског сабора
Смрћу патријарха Рајачића, Карловачка митрополија остала је без свог старешине, што је антиклерикалним струјама прокрчило пут за пун замах. Међу епископима није било више ниједног лица таквог угледа и ауторитета које би се могло успешно супротставити тенденцији политичких првака да потчине себи цркву. Митрополитска столица је две године и седам месеци била упражњена. Изборни сабор сазван је 14. јуна 1864. Отворен је 4. августа, а већ идућег дана (5. августа) изабран је нови митрополит-патријарх. Био је то епископ темишварски, Самуило Маширевић. Иначе, он је био постављен за администратора митрополије после Рајачићеве смрти. Приликом првог круга гласања добио је све осим десет гласова. Како је избор требало да буде једногласан, бирање је поновљено следећег дана. Приликом другог круга гласања само двојица посланика, један из будимске, а други из бачке епархије, нису хтели да гласају ни за једног епископа.
Сабор из 1869. је био сазван након што је угарска влада августа 1869. дала одобрење за његово сазивање. Овај сабор неће бити превише успешан, јер је на њему било присутно велико трвење између либералних политичара и црквене јерархије. Ненавикнута на снажну опозицију, конзервативна струја ће опструирати рад сабора. Ваља истаћи да су бирачи из Војне крајине овај пут могли да бирају и посланике из СНСС, а не само војна лица из Крајине као што је некад био случај. На самом почетку, приликом традиционалног позивања митрополита да отвори сабор, представници СНСС су бурно реаговали против тог обичаја. Одређен број посланичких места био је упражњен. Њих су некада попуњавали румунски посланици. Поставило се питање како их попунити. Либерали су били против нових избора за та места. Уз то, говорили су да није у реду да 25 калуђера и свештеника представља малобројан слој јерархије, док исти број посланика представља око 100.000 Срба из провинцијала. Тражили су и да се сабор назове Српски народни сабор. Ипак, конзервативна већина није прихватила ове захтеве. Ситуација се нарочито заоштрила када је Милетић предложио да се спроведе избор за председника сабора, а не да се то место просто препусти митрополиту. Том приликом је публика бурно реаговала, а револтирани конзервативци, пошто су имали већину, напустили су сабор и тако блокирали његов рад. Митрополит је формално само одложио заседање.
Сабор из 1870. или Ђурђевдански сабор је сазван после распуштања овог претходног неуспешног сабора. Започео је у атмосфери насталој након упокојења патријарха Самуила Маширевића. Сви су били ожалошћени, изузев либерала. Да се не би поновили немили догађаји са претходног сабора, Стојковић је одржао са водећим личностима конзервативне и либералне струје састанак пре самог сабора. Стојковић је изразио спремност да испуни неке умерене захтеве либерала. Исти они који су напустили сабор из 1869. сада су били незадовољни због терора милетићеваца и оставкама су желели осујетити и овогодишњи сабор, али су само допринели лакшој победи либерала. Тако су либерали по први пут имали саборску већину. Захваљујући већини, либерали су изгласали надлежност сабора над црквеном јерархијом, Синодом, као и над црквеним финансијама које се користе у народно-црквене и просветне потребе. Одређено је и да сабор има 2 председника: једног митрополита-патријарха, а другог по избору. Тај други је био и стварни председник. Установљен је саборски одбор од 9 чланова (5 световника, 3 свештеника и изборни председник). Тај одбор је имао извршну и надзорну улогу. Једини предлог либерала који је одбијен, био је да се седиште сабора пренесе у Нови Сад. Црквено-конзервативни кругови били су незадовољни због целог тока ситуације на сабору. Влада је на жалбе свештенства одговорила тако што је променила назив сабора у Српски народно-црквени сабор. Враћен је однос посланика на 50 из редова грађанства и 25 из редова свештенства. Према упутствима црквених великодостојника, октроисане су одредбе о правима сазива сабора, избору епископа и друго.
Сабор из 1871. протекао је без Милетића, који је био на одслуживању затворске казне у Вацу због говора у коме је напао хрватског бана Левина Рауха. На сабору су преовладавале умереније струје са обе стране. Углавном су изгласане неке уредбе о школама: о обавезном похађању основне школе у трајању од шест година, о оснивању Учитељске школе у Сомбору, Пакрацу и Карловцу, као и доношењу низа уредби о стручним школама. Ситуација се закомпликовала по питању избора новог патријарха. Милетићевци, чији је овде први заступник био Јован Суботић, залагали су се за одлагање избора патријарха, сматрајући да треба сачекати да одлуке о устројству сабора буду потврђене од стране власти. Ипак, под притиском осталих посланика променили су мишљење и подржали избор Стојковића за патријарха. Влада је, међутим, распустила сабор, сматрајући да се патријарх може бирати само на сабору који је у ту сврху сазван. Ово је више учињено због мишљења владе да ће већина чланова СНСС одбити да да гласове Стојковићу.
Сабор из 1872. почео је тако што су обе струје посланика одбиле да дочекају на понижавајући старомодни начин комесара Молинарија. То је власт навело на распуштање сабора пре почетка његовог рада. Администратор Стојковић је био разрешен дужности због попустљивости према СНСС. Њега је заменио епископ Никанор Грујић, погоднији за режим.
На сабору одржаном током 1874/5. нова саборска већина, иако и даље либерална, имала је нешто умереније ставове. Уз то, власти су одустале од свечаног дочека комесара Хубера. Ипак, већину за избор добио је развлашћени Стојковић. Владар је одбио да призна избор Стојковића, а на новом гласању победио је епископ Прокопије Ивачковић. Он је чак добио подршку либерала, јер су остале кандидате подржавали влада и свештенство. После неколико поновљених гласања током 1874/5. коначно је у новој редакцији (разуме се, прилагођеној владиним примедбама) изгласана Уредба о саборском устројству. Коначно је одобрен назив Српски народно-црквени сабор, а и даље је остала одредница „грчко-источна црква“, уместо „српско-православна“ у коју влада није дала да се дира. На овом сабору је влада желела да створи нову умерењачку групацију која би представљала противтежу СНСС, али није успела. Међутим, у СНСС је порастао утицај десног крила на рачун левог. На челу тог десног умереног крила СНСС налазио се Светислав Касапиновић. После овог сабора, угарска влада неће дати одобрење за сазивање новог све до 1878, а аутономна права Срба на својим саборима ће све више сужавати.
Сазивање и рад сабора, као и избор патријарха, владар је све више узимао у своје руке, а саборска већина губила је значај. Министарство вера и просвете је често регулисало одлуке саборске већине на штету Срба. Такође, ваља истаћи да је висока црквена јерархија која је уживала подршку клерикално-конзервативних представника била готово уз режим, све са тежњом да одстрани превласт световних представника који су имали већину. Тај унутрашњи сукоб у српском сабору користио је само властима.
На сабору из 1879. изнуђена је оставка патријарха Прокопија Ивачковића, који је био попустљив према милетићевцима. Уследило је именовање бачког епископа Германа Анђелића за администратора, а 1881. и за патријарха. Режим је од њега очекивао реформу сабора по свом укусу. После именовања Анђелића уследили су велики протести, чак и у народним масама. Анђелић је 1882. донео ново устројство српског сабора тзв. Синонални операт. Убудуће је, уместо 50, требало да буде 25 световних посланика, док је у избору 25 посланика свештеничког реда сада требало да учествују искључиво свештена лица. Уз то, ту је стајало да ће одлуке сабора бити пуноважне тек пошто их одобри Синод. Ове одлуке револтираће СНСС. Анђелић је умро 1888, а угарска влада је опет исказала своју реч, поставивши Георгија Бранковића прво за администратора, а затим и за патријарха.
На сабору из 1892. либерали и радикали су оштро протестовали против предлога статута који су сачинили посланици тзв. Аутономне странке према саветима високог свештенства и владиних повереника. Тај статут је требало да регулише пословање свих аутономних српских установа. Како се са њим није могла сложити потребна двотрећинска већина, сабор је одлуком владе распуштен.
Током избора за новог патријарха 1908. после смрти Георгија Бранковића (1907), радикалска већина изјаснила се за владику вршачког Гаврила Змејановића, па је и изабран. Ипак, тадашња Векерлеова влада инсистирала је на избору владике будимског Лукијана Богдановића.
За време владе Ласла Лукача српска црквено-народна аутономија је укинута (1912).

### Укидање Карловачке митрополије
Ера балканских ратова поново је дала животну снагу Србима у Аустроугарској. То се, свакако, није свиђало аустроугарској државној политици. Године 1913. под прилично мистериозним околностима нестао је патријарх Лукијан Богдановић.
После атентата на аустроугарског престолонаследника Франца Фердинанда, српска штампа у Новом Саду је покушала да се огради од тог чина истицањем своје привржености аустријској владајућој кући. Сасвим је јасно било да су изрази лојалности дати под притиском власти, која је у то време широм Босне и Херцеговине, од Сарајева до Мостара и Травника, вршила интернирање српских првака и свештеника.
У ратним годинама аустроугарске власти су прибегавале реквизицијама које нису заобишле ни Карловачку митрополију. Само у Темишварској епархији је 1916/17. поскидано око 300 звона укупне тежине 50 т. са цркава, манастира, капела, звоника са гробаља, школа.
До окончања Првог светског рата Срби су били расејани у шест посебних црквених организација:
- Београдска митрополија у Краљевини Србији, са пет епархија
- Карловачка митрополија, са седам епархија
- Црногорско-приморска митрополија, са три епархије
- Српска црква у Босни и Херцеговини, са четири епархије
- Далматинска црквена област, са две епархије
- Црквена област у Старој Србији и Македонији, са шест епархија

Стварањем Краљевине Срба, Хрвата и Словенаца 1. децембра 1918. створени су и предуслови за црквено уједињење, односно обнову Пећке патријаршије.
Половином августа 1919. југословенска делегација предвођена Пантом Гавриловићем ушла је у преговоре са Цариградском патријаршијом с циљем да издејствује од ње сагласност о уједињењу Српске цркве и успостављању српске патријаршије. Преговори су трајали дуго (скоро пола године). Тек пошто јој је исплаћено 1.500.000 франака у име накнаде за изгубљене приходе у Старој Србији, Македонији и Босни и Херцеговини, Васељенска патријаршија је показала разумевање за српске захтеве и 10. марта 1920. усвојила, одобрила и благословила уједињење свих православних српских црквених области у Аутокефалну уједињену српску православну цркву Краљевства Срба, Хрвата и Словенаца. Потом је следио указ регента Александра Карађорђевића од 17. јуна 1920. којим је озакоњено уједињење Српске православне цркве. И најзад, 12. септембра 1920. на Архијерејском сабору одржаном у Саборној цркви у Сремским Карловцима донета је одлука о успостављању Српске патријаршије.
Укидањем Карловачке митрополије (1920), њене епархије (пакрачка, горњокарловачка, бачка, темишварска, вршачка, будимска и архидијецеза сремскокарловачка) ушле су у састав обновљене јединствене српске патријаршије.

## Извори за црквено право у карловачкој митрополији

### Привилегије
Привилегије су царска писма издана крајем 17. века, у време Велике сеобе Срба: 6. априла 1690, 21. августа и 11. децембра 1690, 20. августа 1691. и 4. марта 1695. Потврдили су их Јосиф I (7. августа и 29. септембра 1706), Карло VI (2. августа 1713. и 10. априла 1715) и Марија Терезија (24. априла и 18. маја 1743).
Привилегија од 21. августа 1690. издата је преко Аустријске дворске канцеларије. Овај документ се сматра својеврсним (лат. sui generis), јер је склопљен између две повлашћене стране. Србима су ове привилегије загарантовале:
1. слободу употребе православног обреда и старог календара
2. изузеће од јурисдикције католичке цркве и угарских државних сталежа.
3. право избора свог архијереја који је могао сам да поставља епископе
4. право на подизање манастира и цркава.

Привилегију од 21. августа 1690. поновила је и потврдила 11. децембра исте године Угарска дворска канцеларија.
Привилегија од 29. августа 1691. издата је преко угарске Дворске канцеларије како би се више поштовала од стране Мађара. На иницијативу Исаије Ђаковића допуњена је правом кадуцитета.
Привилегијом од 4. марта 1695. Срби су ослобођени од католичког десетка, с тим да се од њега сада издржавала СПЦ.
За Србе је било потпуно ирелевантно како поједини други народи под хабзбуршком влашћу гледају на њихове привилегије: да ли као на израз царске милости, или као на повреду идеје угарског државног права. Они су се упорно преко црквено-народних сабора и црквених великодостојника одређивали као народ који на основу државно-правног привилегијалног споразума има право да захтева статус равноправне политичке нације на простору Хабзбуршке монархије.

### 
Како би се утврдили правни односи у Карловачкој митрополији, 27. септембра 1770. састављен је Regulamentum privilegiorum. Циљ је био да се уреде сви грађански и црквени послови српског народа. Услед незадовољства народа тим регуламентом, састављен је 1777. други регуламент, који је још мање задовољио народ. Затим су пред двором предложене праве жеље јерархије и народа. Према тим жељама израђен је нови регуламент, који је назван Rescriptum declaratorium. Потврђен је 16. јула 1779. У овом рескрипту говори се о самосталности управе у вероисповедним пословима, о избору митрополита, о приходима митрополитским, о имовини свештеничких особа, о тзв. „неприкосновеном фонду“, о асистентима у управи црквене имовине, о царевом праву да именује администратора митрополије и епархија, о избору епископа и осталих црквених достојанственика, о наградама за свештене службе, о протопрезвитерима, о ступању у свештенички чин и запремању службених места у цркви, да су свештеници слободни од државног данка, да се венчање обавља у парохији одакле је невеста, о сахрањивању, о исповедању, о манастирима и калуђерима, о црквеним казнама, о конгресима, о календару, о зидању цркава и гробаља, итд.
Мада карловачким митрополитима, који су увек били постављани из редова Срба, нису све епископије биле потчињене, временом су фактички постали заговорници права свих православних хришћана у Хабзбуршкој монархији.

## Културне и просветне прилике
Митрополити су располагали великим новчаним средствима и отварали су бројне школе (основне и гимназије), подизали нове цркве и манастире и оснивали друге установе за народне потребе. Верске и образовне установе биле су изузетно важне за развој српске културе у Подунављу.
Срби у Срему, Бачкој, Банату, Славонији, Хрватској и Горњој Угарској, из свих виших слојева, подигли су знатан број манастира и цркава. Само у Сентандреји у близини Будима, саграђено је 7 великих српских храмова. Највише манастира постојало је на Фрушкој гори која је названа Српска Света гора, иако је велики број ових манастира старији од Карловачке митрополије. Велелепни храмови саграђени су у Будиму, Темишвару, Новом Саду, Панчеву, Осијеку, Вуковару, Пакрацу, итд.
Српске цркве грађене су у стилу тадашњег барока. Најпознатији сликар, портретиста и иконограф српског барока у 18. веку је радио у Сремским Карловцима. Српско грађанство значајно је помагало све важније просветне и црквене подухвате. Осниване су задужбине, просветни и црквени фондови, а касније и културна друштва.
Недуго након Велике сеобе Срба, осетила се потреба за отварањем школа на српском језику. Патријарх Арсеније III два пута се обраћао Бечу са молбом да му се дозволи да оснује српске школе. Први пут се обратио усменом и писменом молбом да му се уступи Сечуј. Намеравао је да тамо подигне манастир, а уз њега и гимназију и остале нужне школе и заводе. Други пут је поднео молбу у којој је између осталога молио да му се дозволи да слободно подиже школе и штампарију. Међутим, патријархове жеље и молбе у погледу школа и штампарије нису биле усвојене и испуњене.
Митрополит Мојсије Петровић је 1726. основао прву српску средњу школу (Покровобогородичну). По митрополитовом личном позиву дошли су руски учитељи, међу њима најистакнутији је био Максим Суворов. Следећи митрополит Вићентије Јовановић обратио се кијевском архиепископу који је послао неколико наставника. Године 1733. из Русије је стигао и Емануел Козачински који је у Карловцима следеће године извео и прву позоришну представу међу Србима у Хабзбуршкој монархији.
Године 1737. долази до нове сеобе Срба под Арсенијем IV, који је, премда слабо образован, био велики пријатељ уметности. Он је 1741. ангажовао Христофора Жефаровића да бакрорезачком техником одштампа Стематографију са грбовима шест историјских области за које се сматрало да припадају старом Илирику. Као допуна ту се налазила и читава галерија јужнословенских светиња, као први званични доказ Европи о прошлости српског народа. Он је такође основао и тзв. Придворну уметничку радионицу Карловачке митрополије, а њени први учитељи били су из Украјине, Јов Василијевич и Василије Романович.
Привилегије Срба значајно су сужене током централизације Марије Терезије. По наредбама царице карловачком митрополиту остављена је само функција верског поглавара Срба, док су му одузете надлежности световног и образовног карактера. Доношењем школског закона из 1776. долази до смањења клерикалног утицаја и полако се појављују школе у грађанском духу. После ограничавања права Срба, нови облик аутономије се до почетка 20. века називао црквено-школском аутономијом.
Српска елита добила је у 18. веку и своје најизразитије представнике у науци и култури. Кључна фигура просветитељства био је Доситеј Обрадовић, некадашњи монах фрушкогорског манастира Хопово. Пропутовао је целу Европу, залагао се да уместо црквено-словенског језика народни српски језик постане књижевни. Написао је чувену „Песну на Инсурекцију Сербијанов“. У устаничку Србију је, на позив Карађорђа, прешао 1807. године, да би постао први министар просвете у Карађорђевој Србији. Писац је прве аутобиографије у српској књижевности и аутор многих поучних текстова, есеја и састава.
Велики утицај на ширење народне свести и знања о српској прошлости имала је „Историја разних словенских народа“ Јована Рајића. Рајићево дело објављено је у четири тома, а уз историју Срба, садржи и упоредне прегледе историје суседних народа (Бугара и Хрвата). Рајићева историја и Жефаровићев зборник грбова донели су српском грађанству, свештенству, племству и граничарима, важне духовне и историјске ослонце у стварању националног идентитета. Историјом се занимао и митрополит Стеван Стратимировић. Мада је због силних обавеза био спречен да приведе крају иједан крупни рад, иза себе је оставио гомилу састава, расправа и белешки од којих је само део штампан. На његову иницијативу у програм Карловачке гимназије уведена је историја.
Прва модерна гимназија међу Србима основана је 1791. у Сремским Карловцима. Три године касније у Карловцима је основана и богословија. Трећа међу носећим културно-образовним установама у Подунављу, била је Српска православна велика гимназија у Новом Саду (1810). У њима се школовала нова српска елита која је заузимала важне положаје у свештенству и грађанству. Раст културних потреба нове грађанске класе допринео је повећаној бризи за отварање школа.

## Епархије
У саставу Карловачке митрополије биле су следеће епархије:
- Арадска, до 1865 када је прешла у надлежност Сибињске митрополије
- Бачка
- Будимска
  - Мохачко-сигетска епархија, накнадно укинута (1733) и прикључена Будимској епархији
- Вршачка
- Горњокарловачка
  - Костајничка епархија, накнадно укинута (1771) и раздељена између Горњокарловачке и Пакрачке епархије
- Пакрачка
  - Лепавинско-северинска епархија, накнадно прикључена Костајничкој (1750), па потом Пакрачкој епархији (1771)
- Сремска (архидијецеза)
- Темишварска

Након 1771. године, број епархија се усталио на осам:
- Арадска
- Бачка
- Будимска
- Вршачка
- Пакрачка
- Горњокарловачка
- Сремска (Архидијецеза сремско-карловачка)
- Темишварска

Посебан положај су имале три епархије:
- Трансилванска (само духовна јурисдикција, до 1865)
- Буковинска (само духовна јурисдикција, од 1783)
- Далматинска (само духовна јурисдикција, до 1873)

Сремско-карловачка епархија била је архиепископија, а њен архиепископ уједно је био и митрополит, односно од 1848. године и патријарх српски. Од 1911, уз њега као епископ постоји и архидијецезански викар, на простору под непосредном надлежношћу патријарха (Срем и источна Славонија — Осечко поље).

## Карловачки митрополити и патријарси
Митрополити:
- Арсеније III Црнојевић (1690—1706), патријарх,
- Исаија Ђаковић (1708), митрополит крушедолски,
- Софроније Подгоричанин (1710—1711), митрополит крушедолски,
- Викентије Поповић (1713—1725),
- Мојсије Петровић (1726—1730),
- Викентије Јовановић (1731—1737),
- Арсеније IV Јовановић (1737—1748), патријарх,
- Исаија Антоновић (1748—1749),
- Павле Ненадовић (1749—1768),
- Јован Ђорђевић (1769—1773),
- Викентије Јовановић Видак (1774—1780),
- Мојсије Путник (1781—1790),
- Стефан Стратимировић (1790—1836),
- Стефан Станковић (1837—1841),
- Јосиф Рајачић (1842—1848).

Патријарси:
- Јосиф Рајачић (1848—1861),
- Самуило Маширевић (1864—1870),
- Прокопије Ивачковић (1874—1879),
- Герман Анђелић (1881—1888),
- Георгије Бранковић (1890—1907),
- Лукијан Богдановић (1908—1913).

## Митрополитске кочије
Барокне митрополитске кочије које се налазе на сталној поставци Музеја Војводине у Новом Саду представљају једини сачувани примерак кочија из 18. века код нас, као и на просторима бивше Југославије. У питању је свечана коњска запрега којом су се превозили српски архијереји када су ишли у званичне визитације.
У више докумената из 18. века, који се чувају у Патријаршијско-митрополијском архиву у Сремским Карловцима, постоје подаци о кочијама које су користили карловачки митрополити. Представе кочија различитог типа налазе се и на осамнаестовековним гравирама фрушкогорских манастира, поред приказа и сцена митрополитских визитација појединим манастирима.
Кочије припадају типу четворопрега. Састоје се од дуборезне конструкције са точковима и застакљене кабине са двоја врата. Црно бојена дрвена кабина величине да прими само једну особу споља је декорисана позлаћеним орнаментима и флоралним мотивима. Кров и задња страна су пресвучене црвеном кожом, седиште кочијаша прекривено је црним плишом са порубима златне боје, а унутрашњост је тапацирана брокатом златне боје. Са све четири стране кабине осликан је грб Карловачке митрополије, а бравице су у облику позлаћене орнаменталне декорације.

## Галерија
- Митрополит Арсеније IV Јовановић Шакабента
- Црквено-народни сабор у Карловцима 1837.
- Патријарх Јосиф Рајачић
- Патријаршија у Сремским Карловцима 1890. године